# Smith Cleaver
Der Smith Cleaver (von englisch cleaver ‚Hackbeil‘) ist ein etwa 3,6 km langer Nunatak in der Britannia Range des Transantarktischen Gebirges. Er ragt im Zentrum des Lieske-Gletschers auf. Er ist schmal, hauptsächlich eisfrei und wird von einem scharfen Grat bestimmt. 
Das Advisory Committee on Antarctic Names benannte ihn 2009 nach Scott F. Smith, der ab 1991 im Rahmen des United States Antarctic Program an Aufbau und Erhaltung von Einrichtungen auf diversen Antarktisstationen beteiligt war, darunter in neun Kampagnen auf der McMurdo-Station und elf Kampagnen auf der Amundsen-Scott-Südpolstation.